# Andrea Meschia
Andrea Meschia (Milano, 11 novembre 1885 – Milano, 14 maggio 1922) è stato un calciatore italiano, di ruolo difensore.

## Carriera
Partecipò alla conquista dello scudetto del 1906 come riserva di Guido Moda. Viste le sue positive prestazioni, fu promosso a titolare dal capitano Herbert Kilpin, che gli cedette personalmente il proprio ruolo di terzino spostandosi in attacco. Fu così che Meschia fu protagonista anche del nuovo titolo dell'anno successivo.
Ritiratosi nel 1909, si offrì occasionalmente di fungere da arbitro.

## Palmarès

### Calciatore

#### Club

##### Competizioni nazionali
- Campionato italiano: 2

Milan: 1906, 1907
- Seconda Categoria: 1

Milan: 1906